# (7782) Mony
(7782) Mony (1994 CY) – planetoida z pasa głównego asteroid okrążająca Słońce w ciągu 5,62 lat w średniej odległości 3,16 j.a. Odkryta 7 lutego 1994 roku.